# قاعدة الأمير حسن الجوية
قاعدة الأمير حسن الجوية وتسمى اختصاراً بـ قاعدة الجفاف H5 قاعدة جوية عسكرية تقع شمال شرق الأردن في الصفاوي التابعة إلى محافظة المفرق، بنيت القاعدة على أنقاض قاعدة عسكرية أنشأها سلاح الجو الملكي البريطاني خلال فترة استعمار إمارة شرق الأردن لحماية خط أنابيب النفط بين الموصل-حيفا، بدأ في بناء القاعدة سنة 1966، بدأ استخدامها سنة 1969.